# Rue de la Loge (Montpellier)
Pour les articles homonymes, voir Rue de la Loge.
La rue de la Loge est une voie de la commune de Montpellier, dans le département de l'Hérault en région Occitanie.

## Situation et accès
C'est une importante artère historique et commerciale de la ville de Montpellier située dans le centre historique, l'Écusson. Cette rue piétonne très animée permet de joindre la rue Foch à la place de la Comédie, en passant par les halles Castellane (à l'architecture de type Baltard) et la place Jean Jaurès. 
Elle est accessible en transports en commun depuis la station Comédie des lignes de tramway 1 et 2.

## Origine du nom
Son ancien nom au Moyen Âge est en occitan « carrièira daurada », ce qui signifie "rue dorée". Il était dû à plusieurs orfèvres et argentiers établis dans cette rue. 
Aujourd’hui son nom est dû à la Grande Loge des marchands, bâtie par Jacques Cœur vers 1447 à l'angle de la rue de l'aiguillerie, aujourd'hui détruite.

## Historique
Elle se dénommait au XIXe siècle « rue du Cardinal » dans sa partie supérieure (de la Grand-Rue à l'actuelle place Jean-Jaurès) et « rue du Gouvernement » dans sa partie inférieure côté place de la Comédie. L'hôtel de ville de Montpellier a été situé à son extrémité supérieure, façade donnant sur l'actuelle place Jean-Jaurès, de 1362 à 1816. Avant la création de la place de la Comédie (1755), cette artère donnait à son extrémité sud-est sur la porte de Lattes. 

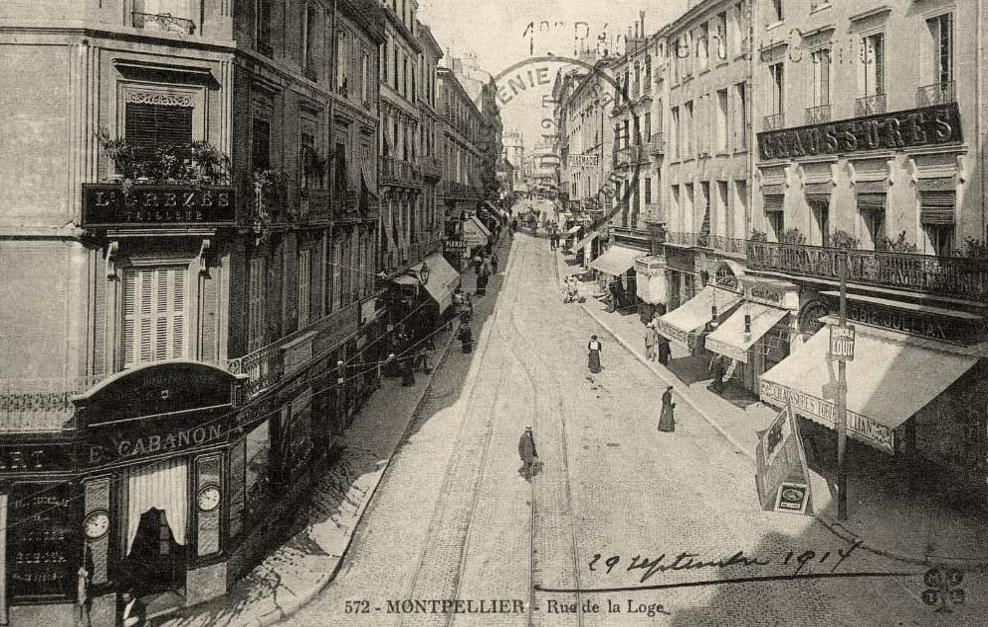
Rue de la Loge en 1914

## Bâtiments remarquables et lieux de mémoire
En sous-sol se trouve la crypte de l'ancienne église Notre-Dame-des-Tables détruite en 1794 et où est installé le musée de l'histoire de Montpellier.

### Enseignes
La rue de la Loge et ses ruelles adjacentes possèdent de nombreuses enseignes renommées, un restaurant McDonald's à l'angle avec la place de la Comédie ou une librairie Gibert Joseph à l'angle avec la place des Martyrs-de-la-Résistance, à l'extrémité Nord de la rue de la Loge. On dénombre aussi de nombreuses boutiques d'habillement telles Eram, Camaïeu, Etam, Majestic The Store, Kookaï, des enseignes multimédia comme Orange, The Phone House ou Bang & Olufsen.